# Penitella kamakurensis
Penitella kamakurensis är en musselart som först beskrevs av Yokoyama 1922.  Penitella kamakurensis ingår i släktet Penitella och familjen borrmusslor. Inga underarter finns listade i Catalogue of Life.